# Раед Федаа
Раед Федаа (нар. 20 травня 1995, Туніс, Туніс) — туніський футболіст, півзахисник «Есперанса».

## Життєпис
Футбольну кар'єру розпочав в «Есперансі». Напередодні старту сезону 2017/18 років відправився в оренду до «Зарзіса». Зіграв у 10-и матчах чемпіонату, після чого отримав травму, через яку вибув до завершення сезону. Дебютував за «Зарзіс» 10 вересня 2017 року в домашньому поєдинку проти «Етуаль дю Сахель» (0:1). Напередодні старту сезону 2018/19 років повернувся до «Есперанса». Дебютував за столичну команду 2 грудня 2018 року на стадіоні «Хамда-Лауані» в Кайруані проти «Кейруана», в якому відзначився також дебютним голом (2:0). Вперше у Лізі чемпіонів КАФ вийшов на поле 16 березня 2019 року в переможному (2:1) поєдинку проти зімбабвійського «Платінума».

## Досягнення
- Ліга 1
  -  Чемпіон (1): 2018/19

- Ліга чемпіонів КАФ
  -  Чемпіон (2): 2018, 2019

- Суперкубок КАФ
  -  Фіналіст (1): 2018/19

- Клубний кубок Арабських чемпіонів
  -  Володар (1): 2017